# استیک بالاران
استیک بالاران (انگلیسی: Round steak) یک استیک گوشت از «بالاران» پای عقب گاو است. بالاران به تکه‌های گوشتی شامل سفیدران (eye (of) round)، بخش تحتانی بالاران (bottom round) و بخش بالایی بالاران (top round) تقسیم می‌گردد که می‌تواند همراه با استخوان «بالاران» (استخوان ران) یا بدون آن باشد و با توجه به نحوه جداسازی بالاران از بخش کمر (loin)، ممکن است مفصل را هم شامل گردد. این تکه گوشت، لخم و فاقد چربی و تا حدودی سفت است. فقدان چربی و وضعیت گوشت مرمری آن، باعث می‌شود که وقتی با روش‌های پخت‌و‌پز تحت حرارت خشک از قبیل برشته‌کاری یا گریل کردن پخته می‌شود، به صورت گوشتی بیش ار حد خشک به نظر بیاید. برای اینکه استیک بالاران بعد از پخت به صورتی گوشتی لطیف و نرم در بیاید و رطوبت درون گوشت حفظ شود به‌طور معمول با روشهای تدریجی پخت‌و‌پز ‌با حرارت مرطوب از قبیل تفت‌آب‌پزی پخته می‌شود.

## تاپ‌ساید و سیلورساید
تکه‌های گوشت تاپ‌ساید و سیلورساید در کنارهم در برش‌های گوشت بریتانیایی، کمابیش معادل با تکه گوشت بالاران آمریکایی است. همچنین در برش‌های گوشت نیوزیلند از این اصطلاحات (یا برخی اوقات از اصطلاح «بالاران بیرونی» برای معادل با اصطلاح سیلورساید) استفاده می‌گردد.